# Tartan (povrch)

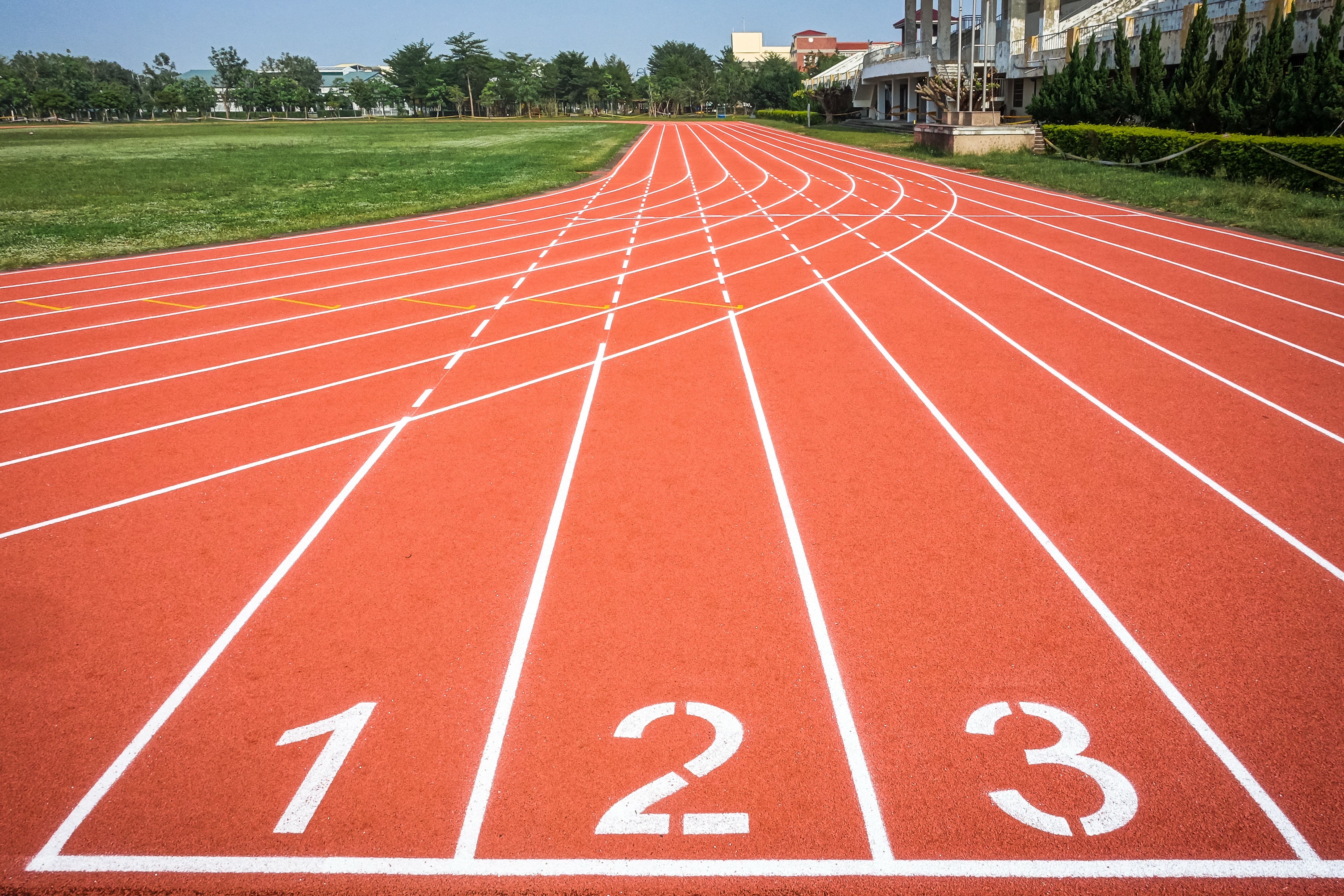
Povrchem moderních běžeckých drah bývá běžně tartan

Tartan je umělý pryžový sportovní povrch určený pro venkovní i vnitřní použití. Je vyroben z polyuretanu a používá se jako povrch atletických stadionů a běžeckých drah. Materiál je pod oficiální ochrannou známkou a vyrábí ho společnost 3M. Výhodou tartanu je zachování běžeckých vlastností i při špatném počasí, vysoká životnost, odolnost vůči UV záření a mrazuvzdornost. I díky tomu se materiál stal standardem pro většinu profesionálních atletických soutěží. Běžně se používá i na školních hřištích.
Tartan o minimální tloušťce 10 milimetrů se klade na elastickou podkladní vrstvu, pod kterou se nachází nepropustný asfalt či beton. Samotný materiál sestává z asi 50 % z polyisokyanátů a asi z 50 % z plniv a barviv.